# Erotología

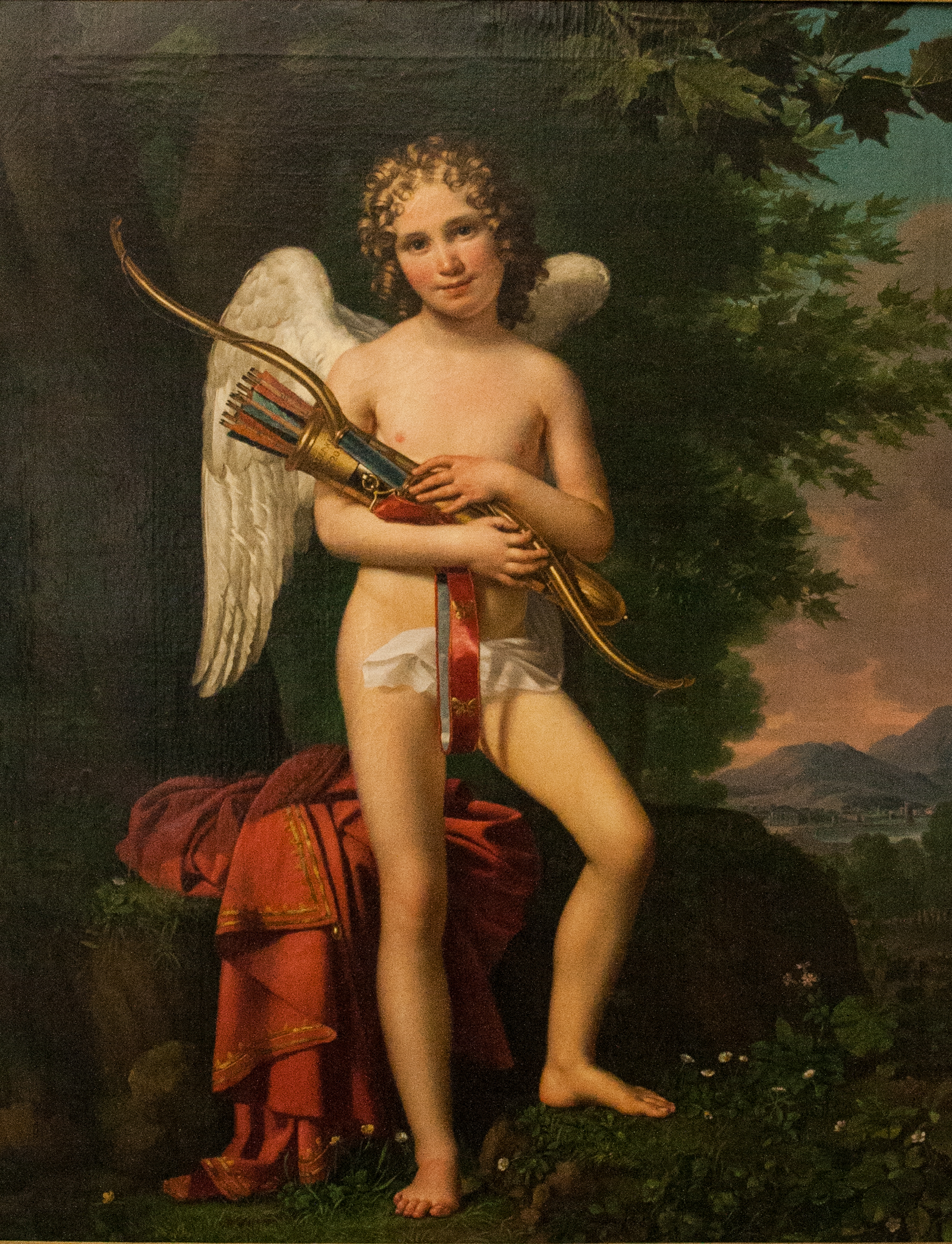
Eros, pintura de Joseph Paelinck (1820), representa al dios del deseo como joven alado con arco, carcaj y mariposas, símbolo de la pasión volátil y el impulso erótico.

La erotología es el estudio interdisciplinario del erotismo, entendido como una dimensión compleja de la experiencia humana que abarca el deseo, la sensualidad, el placer, la imaginación erótica y su expresión simbólica, corporal, cultural y emocional. Aunque el término ha sido empleado ocasionalmente desde el siglo XIX, su consolidación como campo académico y terapéutico es reciente. Reúne saberes provenientes de la psicología, el psicoanálisis, la antropología, la filosofía, la historia, la sexología crítica, el arte y las ciencias sociales.

## Etimología
El término proviene del griego antiguo Érōs (ἔρως), que designa el amor o deseo pasional, y del sufijo -logía (-λογία), que significa estudio o tratado. En sentido literal, erotología es el "estudio del eros" o "tratado del deseo erótico".

## Diferencias con la sexología
Aunque ambos campos comparten el interés por el deseo y la sexualidad, la erotología se diferencia por su enfoque multidimensional y simbólico, alejándose del paradigma biomédico y reproductivo predominante en la sexología clínica.
| Erotología                                                 | Sexología                                               |
| ---------------------------------------------------------- | ------------------------------------------------------- |
| Estudia el erotismo como experiencia simbólica y cultural  | Estudia la sexualidad como función biológica o conducta |
| Integra arte, filosofía, psicoanálisis, espiritualidad     | Se basa en medicina, psicología clínica y fisiología    |
| Abarca el deseo, la estética, la corporalidad, la fantasía | Se enfoca en salud sexual, disfunciones, prevención     |
| Reconoce el cuerpo como territorio simbólico               | Enfatiza la genitalidad y el rendimiento sexual         |
| Acepta la ambigüedad y la pluralidad del deseo             | Tiende a la normalización y clasificación               |

## Historia

### Tradiciones premodernas
Diversas culturas han reflexionado sobre el erotismo más allá del acto sexual:
- En la India antigua, el Kamasutra y los textos tántricos abordaban el erotismo como vía de conocimiento y expansión espiritual.

- En la Grecia clásica, Platón concibió el eros como una fuerza ascendente hacia lo bello y lo verdadero en obras como el Banquete.

- En el mundo islámico medieval, el ‘ilm al‑bah’ (“ciencia del coito”) abordó el erotismo de forma médica, filosófica y artística. Esta tradición abarcó temas como el placer femenino, las prácticas sexuales no reproductivas, el amor homoerótico, la salud genital y los afrodisíacos. Según Alison M. Downham Moore (2021), este corpus fue reinterpretado por la sexología moderna desde una óptica eurocéntrica, invisibilizando su profundidad epistemológica y presentándolo como mero exotismo literario.[1]

### Edad Moderna ysigloXX
Durante el siglo XX, el erotismo comenzó a consolidarse como objeto de estudio cultural, filosófico y simbólico. En Europa, editoriales como la Bibliothèque Internationale d’Érotologie (1958), fundada por Jean-Jacques Pauvert y Joseph-Marie Lo Duca, reunieron estudios eruditos sobre el erotismo en diversas culturas y épocas. Esta iniciativa editorial se convirtió en un hito en la legitimación del erotismo como campo de reflexión interdisciplinaria, enfrentando censura y abriendo un nuevo espacio para la investigación.
En el mundo hispanohablante, esta apertura tuvo un precedente significativo en la figura de Eduardo Barriobero y Herrán (1875–1939), abogado, escritor y traductor español. Barriobero tradujo y editó obras clásicas del erotismo grecolatino, como el Satyricon de Petronio y los Metamorfosis de Apuleyo, defendiendo su valor literario, simbólico y filosófico en un contexto aún marcado por la censura moral y religiosa. Su labor anticipó —desde una perspectiva humanista y filológica— lo que más tarde sería la erotología editorial, al recuperar textos marginales, reflexionar sobre el deseo y promover el erotismo como fenómeno cultural digno de estudio.
En el ámbito latinoamericano, destaca la figura del venezolano Rubén Monasterios, filósofo, sociólogo y ensayista, cuya obra propone una revalorización del erotismo como fuerza civilizadora, estética y espiritual. En su libro La cultura del erotismo: el retorno del eros (2006), Monasterios desarrolla una erotología basada en el arte clásico, el pensamiento mítico, el taoísmo y la poesía, criticando tanto la represión moralista como la trivialización pornográfica del deseo. Desde su perspectiva, el erotismo es una vía de conocimiento sensible que armoniza cuerpo, alma y belleza simbólica, y representa una alternativa humanista a las visiones puramente técnicas o clínicas de la sexualidad.

### Erotología contemporánea
Desde finales del siglo XX, la erotología se ha consolidado como disciplina plural y transdisciplinaria, integrando corrientes como el psicoanálisis lacaniano, la fenomenología, la teoría queer y los estudios de género. Destacan las siguientes contribuciones:
- Jean Allouch (École Lacanienne de Psychanalyse) propuso concebir el psicoanálisis como una erotología de pasaje, es decir, como un trabajo simbólico sobre el deseo, el goce, la falta y la transformación subjetiva. [2]
- En Argentina, Fiama B. Méndez y Ciro Tamous (UBA) formularon la erótica como praxis vinculada al objeto a lacaniano, donde el erotismo no remite a un objeto deseado sino a un lugar de fractura subjetiva y ambigüedad erógena.[3]
- Edgar Morales Flores (UNAM) planteó en su artículo Prolegómenos a una erotología simbólica (2006) una forma de pensamiento que desarticula el dualismo entre lo sagrado y lo profano, y reconoce el erotismo como experiencia fundante de sentido, cercana a lo místico, lo fantástico y lo estético.[4]

## Disciplinas y enfoques
La erotología se nutre de múltiples áreas del conocimiento:
- Psicoanálisis (Freud, Lacan, Allouch)
- Filosofía del deseo y del cuerpo (Foucault, Merleau-Ponty, Bataille)
- Fenomenología y simbología (Durand, Eliade, Hillman)
- Antropología erótica y de la sexualidad (Gagnon & Simon, Rubin)
- Estudios de género y teoría queer
- Historia cultural y del arte erótico
- Educación sexual no reproductiva y centrada en el placer

## Aplicaciones
- Terapias psicocorporales (vegetoterapia, lectura corporal, análisis bioenergético)
- Educación sexual desde un enfoque sensorial y afectivo
- Filosofía y ética del deseo
- Prácticas artísticas y performáticas relacionadas con el cuerpo erótico
- Investigación cultural y crítica simbólica del deseo

## Críticas y debates
La erotología ha sido objeto de críticas desde diferentes frentes. Algunos sectores conservadores la consideran una apología del hedonismo o la decadencia cultural. En paralelo, ciertas corrientes feministas o decoloniales han cuestionado los marcos patriarcales y eurocéntricos presentes en parte de su desarrollo histórico. No obstante, corrientes contemporáneas —como la erotología queer, posthumanista o interseccional— han generado resignificaciones emancipadoras del erotismo y su función social, subjetiva y política.